# Mario Sobottka
Mario Sobottka (* 20. Dezember 1951) ist ein ehemaliger deutscher Radrennfahrer.

## Sportliche Laufbahn
Sobottka war im Straßenradsport aktiv. In den 1970er Jahren war er Mitglied der Nationalmannschaft des Bundes Deutscher Radfahrer. Er bestritt 1974 die Internationale Friedensfahrt, konnte die Rundfahrt jedoch nicht beenden. 1970 siegte er in der Tecklenburg-Rundfahrt. 1971 gewann er eine Etappe in der Rheinland-Pfalz-Rundfahrt, 1972 die Internationale Saarland-Rundfahrt. 1974 wurde er Dritter bei Rund um Köln, 1976 Dritter bei Rund in Berlin. Sobottka startete für den Verein „RV Sturmvogel 25 Dortmund“.

## Berufliches
Nach seiner aktiven Karriere betrieb er einen Fahrradhandel in Schwerte.